# كارلو رومانو
كارلو رومانو (بالإيطالية: Carlo Romano)‏ هو كاتب سيناريو وممثل إيطالي، ولد في 8 مايو 1908 بليفورنو في إيطاليا، وتوفي في 16 أغسطس 1975 بروما في إيطاليا.

## وصلات خارجية
- كارلو رومانو على موقع IMDb (الإنجليزية)
- كارلو رومانو على موقع ألو سيني (الفرنسية)
- كارلو رومانو على موقع أول موفي (الإنجليزية)
- كارلو رومانو على موقع قاعدة بيانات الأفلام السويدية (السويدية)
- كارلو رومانو على موقع قاعدة بيانات الفيلم (الإنجليزية)
- كارلو رومانو على موقع كينوبويسك (الروسية)
- كارلو رومانو على موقع ANN person (الإنجليزية)